# 1957 au Yukon
Chronologie du Yukon
- 1953
- 1954
- 1955
- 1956
- 1957
- 1958
- 1959
- 1960
- 1961

Cette page concerne des événements d'actualité qui se sont produits durant l'année 1957 dans le territoire canadien du Yukon.

## Politique
- Commissaire : Frederick Howard Collins (en)
- Législature : 17e

## Événements
- 21 mars : White-Horse change de nom pour Whitehorse.
- 10 juin : Le Parti progressiste-conservateur du Canada de John Diefenbaker remporte l'élection fédérale mais sera minoritaire à la Chambre des communes. Il obtient 112 sièges contre 106 au PLC, 25 au CCF et 19 au Crédit Social. Dans la circonscription du territoire du Yukon, James Aubrey Simmons du libéral est réélu un troisième mandat face au progressiste-conservateur Erik Nielsen, mais cette élection a été un match nul et une élection partielle sera organisé dès cet automne.
- 23 octobre : Après 4 mois que cette circonscription a été un match nul, le progressiste-conservateur Erik Nielsen remporte la première élection partielle fédérale depuis les élections fédérales précédentes du Yukon, défait le député libéral sortant James Aubrey Simmons.

## Naissances
- Elizabeth Hanson, chef du Nouveau Parti démocratique du Yukon.
- 17 mai : Todd Hardy, chef du Nouveau Parti démocratique du Yukon († 28 juillet 2010)
- 10 juin : Gary Gordon (en), évêque du diocèse de Whitehorse.
- 10 août : Steve Cardiff, député territoriale de Mount Lorne (2002-2011) († 6 juillet 2011)
- 12 août : Sue Edelman (en), députée territoriale de Riverdale-Sud (1996-2002).

## Décès
- 25 juillet : Walter Adams (en), prêtre (º 1er septembre 1877)
- 31 octobre : Martha Black, première femme députée fédérale de ce territoire (1935-1940) et épouse du député George Black (º 24 février 1866)